# Kanári-szigeteki királyka
A kanári-szigeteki királyka (Regulus teneriffae) a verébalakúak rendjébe és a királykafélék (Regulidae) családjába tartozó faj.
Egyes rendszerbesorolások szerint a sárgafejű királyka (Regulus regulus) alfaja Regulus regulus teneriffae néven.

## Előfordulása
A Spanyolországhoz tartozó Kanári-szigeteken honos. Erdők lakója.